# خطر (ألبوم غنائي)
خطر هو الألبوم الغنائي الثاني للفنانة الكولومبية شاكيرا ، صدر عام 1993.